# Pfarrkirche Fiss

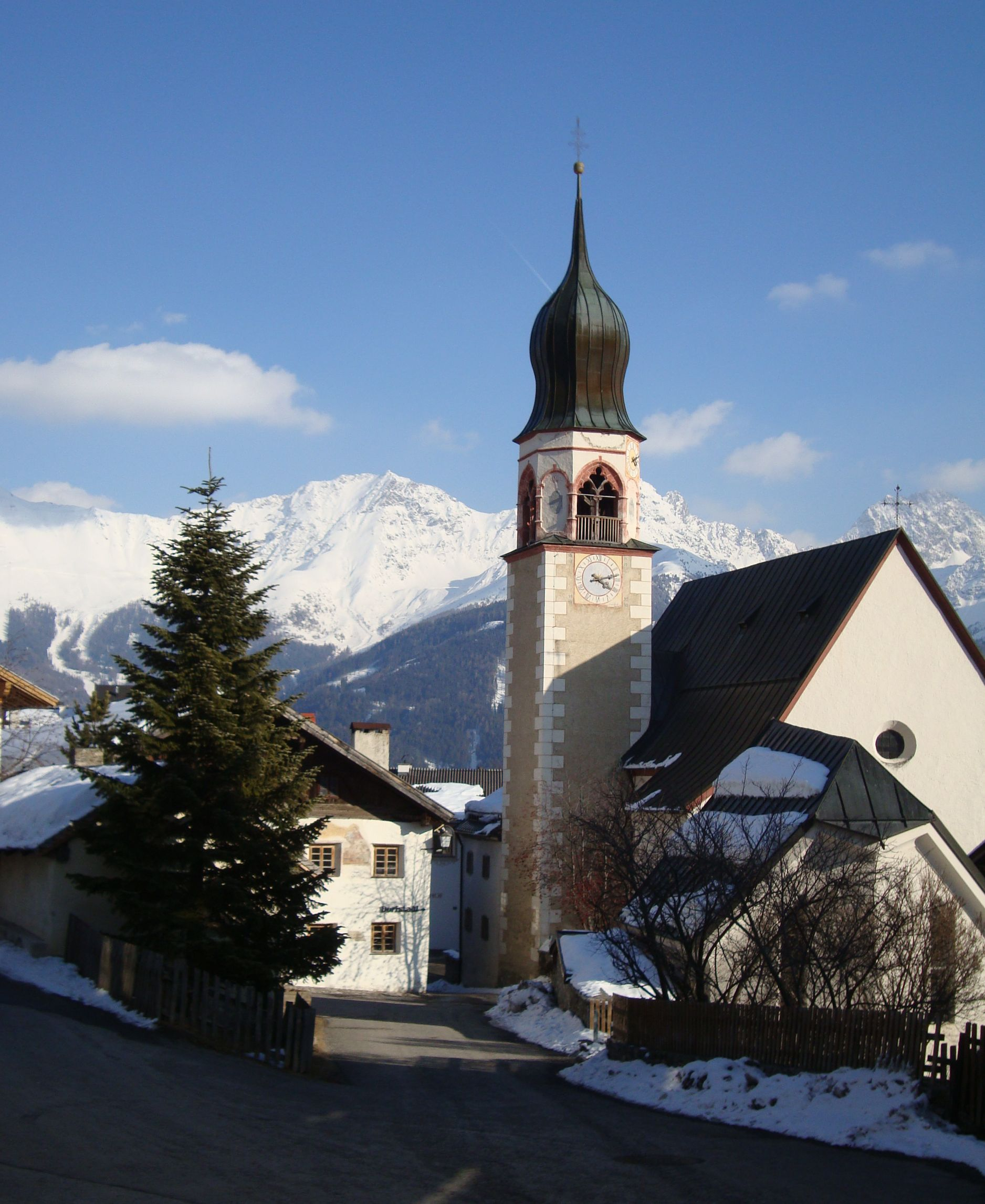
Pfarrkirche Fiss (2010)

Die Pfarrkirche hl. Johannes der Täufer ist eine römisch-katholische Kirche in der Gemeinde Fiss im Bezirk Landeck in Tirol. Die Kirche steht unter Denkmalschutz.

## Geschichte
Die Kirche wurde 1310 urkundlich genannt. 1448 war eine Weihe. 1500 erfolgte ein Umbau oder Neubau. Im frühen 18. Jahrhundert wurde die Kirche barockisiert. Die Kirche wurde 1891 zur Pfarrkirche erhoben. 1956 erfolgte eine Renovierung.

## Architektur

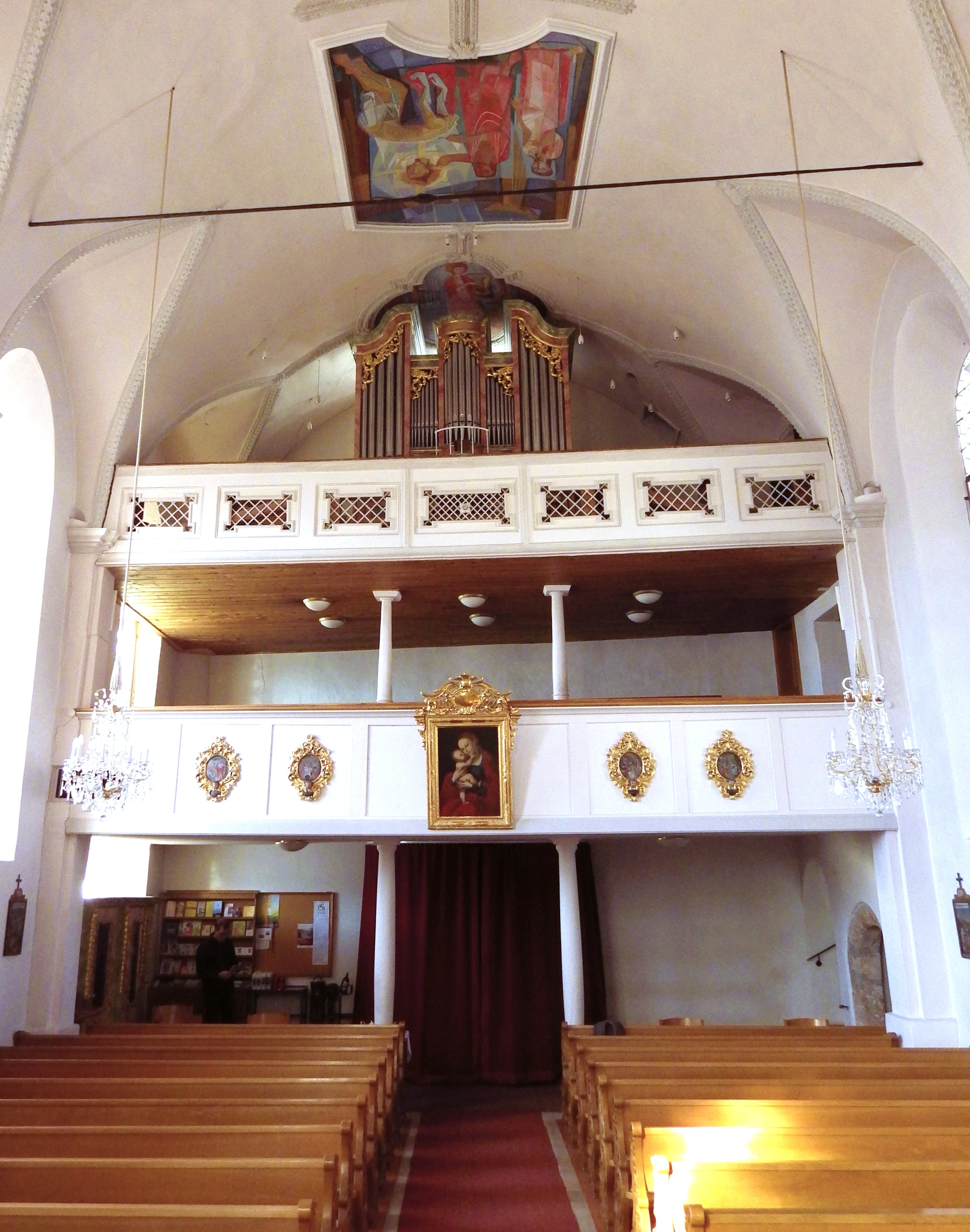
Blick zur Empore mit Orgel

Die spätgotische Kirche mit einem Nordturm ist südseitig von einem Friedhof umgeben. Das Langhaus mit einem hohen Sockelband hat spätgotische Dreiecklisenen. An der Fassade sind barocke Wandbilder und Kreuzwegstationen um 1757. Der Chor ist eingezogen. Die zweigeschoßige Sakristei wurde östlich angebaut. Der Turm mit einem glockig geschweiften Spitzhelm zeigt an der Fassade die Bezeichnungen 1686, 1825, 1879, 1935 und hat eine Eckquadrierung im Putz. Über einem profilierten Gesims hat der Turm ein achteckiges Glockengeschoß mit spätgotischen zweiteiligen Maßwerkfenstern und Schrägbogen in den Blendwänden.
Das vierjochige Langhaus und der Chor mit einem tiefen Joch und einem dreiseitigen Schluss mit einem Tonnengewölbe wurde mit Verkleidungen aus Stuckauflagen barockisiert. Im Chor gibt es spätgotische Portale zur Sakristei und zum Turm. Die Empore aus Holz stammt aus der ersten Hälfte des 19. Jahrhunderts. Deckenbilder mit vier barocken Medaillons wurden 1958 freigelegt und mit Malerei von Norbert Strolz ergänzt.

## Ausstattung

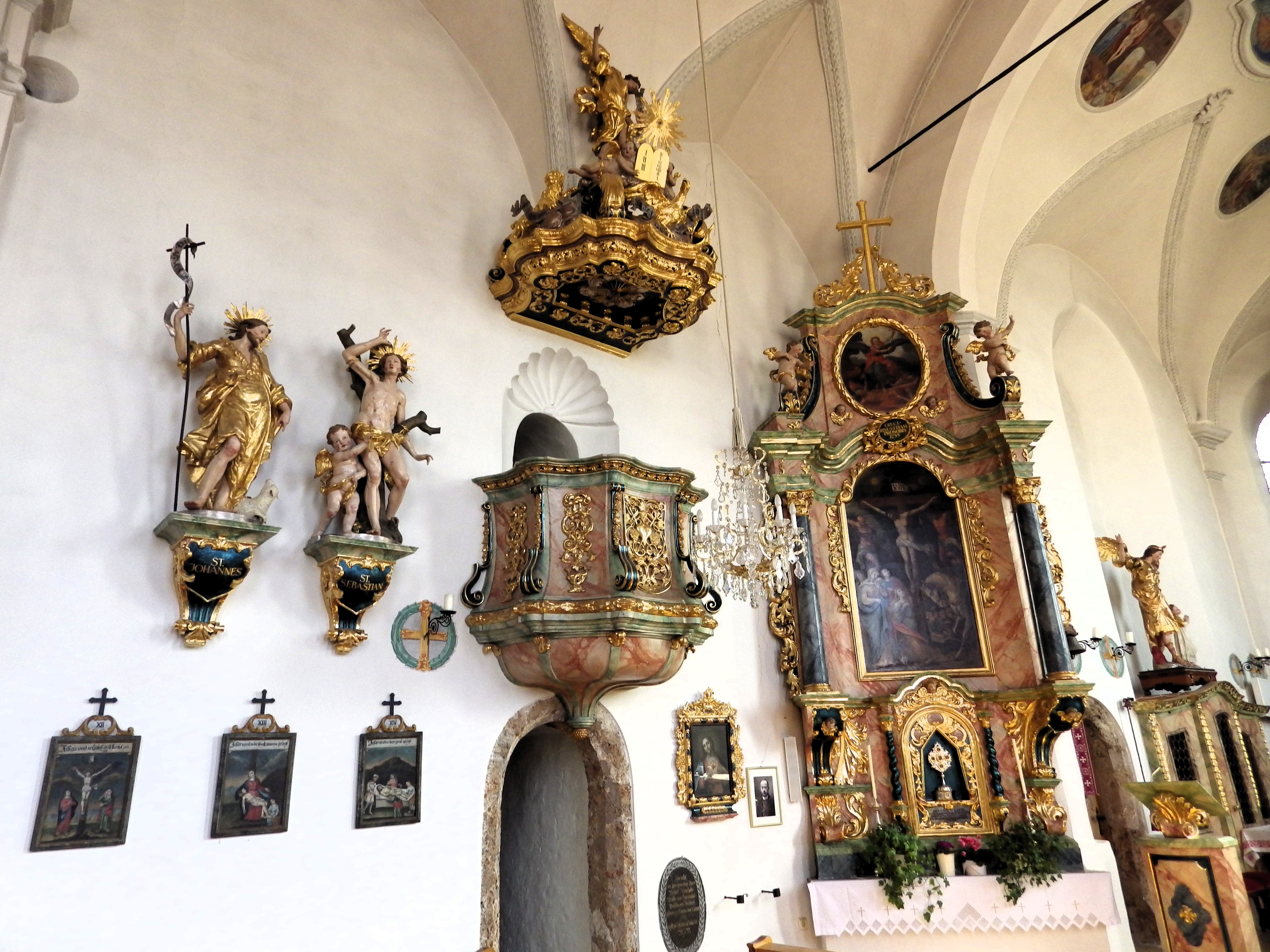
Innenraum mit Seitenaltar, Kanzel und Heiligenfiguren

Der barocke Hochaltar aus 1720 mit Säulenaufbau, einem vorgezogenen Mittelteil und geschweiftem Gebälk, mit reichem Akanthusschnitzwerk, wurde 1970 restauriert. Das Altarblatt Mariaglorie malte der Maler Franz Laukas um 1722. Die Figuren Sebastian und Georg und im Auszug Dreifaltigkeit schuf der Bildhauer Andreas Kölle. Der linke Seitenaltar zeigt das Bild Kreuzigung von Laukas und der rechte Seitenaltar das Bild Geburt Christi von Laukas.
Die Kanzel aus 1718 mit Evangelistensymbolen und Engel von Andreas Kölle hat einen reich geschmückten Schalldeckel. Es gibt zwei Konsolfiguren der Heiligen Johannes der Täufer und Sebastian aus der vierten Hälfte des 18. Jahrhunderts und eine Schutzengelgruppe aus dem vierten Viertel des 18. Jahrhunderts. Es gibt ein kleines nazarenisches Heiligengrab. Ein Leinwandbild hl. Sebastian von Johann Kärle aus 1877 ist in Verwahrung.
Die Orgel wurde im Jahr 2000 von der Firma Orgelbau Pirchner gebaut und ersetzt damit das Vorgängerinstrument von Karl Reinisch aus dem Jahr 1912. Eine Glocke goss 1581 Hans Christof Löffler; eine weitere Glocke goss 1694 Johannes Schirmeister.